# Guillaume Catel
Pour les articles homonymes, voir Catel.
Guillaume Catel, parfois aussi appelé Guillaume de Catel, né en 1560 à Toulouse et mort le 5 octobre 1626 dans la même ville, conseiller au parlement de Toulouse, comme son père et son grand-père avant lui, est un magistrat et un érudit toulousain souvent considéré comme l'un des premiers historiens de Toulouse et du Languedoc.
Il a également joué un rôle important dans la condamnation et l'exécution du philosophe libertin Giulio Cesare Vanini à Toulouse, le 9 février 1619.

## Œuvres historiques
- Histoire des comtes de Toulouse, publiée en 1623 à Toulouse par l'imprimeur-libraire Pierre Bosc, dédiée à Henri de Montmorency, alors gouverneur du Languedoc
- Mémoires sur l'histoire du Languedoc[3], édités par son neveu et publié après sa mort en 1633 à Toulouse par Pierre Bosc et Arnaud Colomiez; dédiés au garde des sceaux Pierre Séguier